# Шовкуновка
Шовкуновка (укр. Шовкунівка) — село, относится к Белокуракинскому району Луганской области Украины.
Население по переписи 2001 года составляло 319 человек. Почтовый индекс — 92240. Телефонный код — 6462. Занимает площадь 0,593 км². Код КОАТУУ — 4420983403.

## Местный совет
92240, Луганська обл., Білокуракинський р-н, с. Дем’янівка  (укр.)